# Les Ingénieurs de l'Anneau-Monde
Les Ingénieurs de l’Anneau-Monde (titre original : The Ringworld Engineers) est un roman de science-fiction américain écrit par Larry Niven, publié en 1980 puis traduit en français en 1982.

## Résumé
Louis Wu, 23 ans après son expédition sur l’Anneau-Monde avec le Kzin Parleur-aux-Animaux et le Marionnettiste Nessus, est devenu un drogué à l’électricité. L’Ultime, dirigeant de l’espèce des Marionnettistes, fait appel à Louis et à Chmeee (nouveau nom de Parleur-aux-Animaux) pour retourner sur l’Anneau-Monde et en ramener un transmutateur. Louis et Chmeee exploreront l’Anneau-Monde et en apprendront un peu plus sur ses origines, ainsi que sur la catastrophe qui le menace.

## Personnages
- Louis Wu, Terrien
- L’Ultime, Marionnettiste de Pierson
- Chmeee, anciennement appelé Parleur-aux-Animaux

## Place dans le cycle de l’Anneau-Monde
- L'Anneau-Monde
- Les Ingénieurs de l'Anneau-Monde
- Le Trône de l'Anneau-Monde
- Les Enfants de l'Anneau-Monde